# Brescia (provincie)
De provincie Brescia is gelegen in de Noord-Italiaanse regio Lombardije. Ze grenst in het noorden aan de provincie Sondrio, in het oosten aan de provincies Trente en Verona, in het zuiden aan de provincie Mantua en ten slotte in het westen aan de provincie Bergamo.

## Territorium
De provincie Brescia is de grootste van de regio Lombardije. Van noord naar zuid meet ze hemelsbreed 123 kilometer. Het territorium is grofweg te verdelen in zeven gebieden: de laagvlakte, de drie meren (Iseo, Garda en Idro) en de drie grote dalen (Camonica, Trompia, Sabbia). De laagvlakte is dichtbevolkt en sterk geïndustrialiseerd. Het gedeelte onder het Iseomeer draagt de naam Franciacorte en is een bekende wijnstreek. De stad Brescia ligt bij de opening van het Valle Trompia en behoort tot de belangrijkste plaatsen van Noord-Italië. Van de drie meren is het Gardameer het belangrijkst voor het toerisme, met zijn omtrek van 155 kilometer is het het grootste meer van Italië. Het noordelijke deel van de provincie is erg bergachtig. Het noordelijkste deel maakt deel uit van het  Parco Nazionale dello Stelvio. Iets ten zuiden hiervan ligt het hoogste gebergte van de provincie: het Adamellomassief met de 3418 meter hoge Monte Fumo.

## Belangrijke plaatsen
- Brescia (187.567 inwoners)
- Desenzano del Garda (23.662 inwoners)
- Lumezzane (24.049 inwoners)

## Bezienswaardigheden
De hoofdstad Brescia ziet er van buiten af modern uit met het 110 meter hoge Crystal Palace die het stadsgezicht domineert. De historische binnenstad telt veel monumentale gebouwen. Het mooiste plein het Piazza della Loggia met de sierlijke 15e-eeuwse Loggia en de klokkentoren Torre dell'Orologio. Op het Piazza Paolo VI staan de oude en nieuwe dom naast elkaar: ze komen respectievelijk uit de 11e en 17e eeuw. Op hetzelfde plein staat ook de robuuste Broletto, het voormalige stadhuis, met zijn hoge toren. In de stad zijn verder nog Romeinse ruïnes te vinden en een groot, op een heuvel gelegen, kasteel. Aan het Gardameer is Sirmione de bijzonderste plaats. Naast het middeleeuwse centrum met zijn mooie kasteel liggen er ook de ruïnes van een Romeinse villa, de Grotte di Catullo. Langs de westoever van het meer loopt een weg, hoog boven het wateroppervlak, naar Limone sul Garda waar veel citroenen verbouwd worden. Ten noorden van het Iseomeer strekt zich het Val Camonica uit. Hier zijn in de buurt van Capo di Ponte op een aantal plaatsen rotstekeningen te vinden van vele duizenden jaren geleden. De mooiste exemplaren zijn te zien in het Parco Nazionale delle Incisioni Rupestri di Naquane.

## Bergpassen
In het bergachtige noordelijke deel van de provincie liggen veel paswegen die de verbindingen verzorgen met de aangrenzende provincies of met de Bresciaanse dalen onderling.
| Naam                               | Hoogte             | Van                              | Naar                         | Wegdek                        |
| ---------------------------------- | ------------------ | -------------------------------- | ---------------------------- | ----------------------------- |
| Passo d'Aprica                     | 1176 m.            | Edolo (Valcamonica)              | Teglio                       | asfalt                        |
| Passo di Foppa                     | 1852 m.            | Monno (Valcamonica)              | Grosio                       | asfalt                        |
| Col Carette di Val Bighera         | 2100 m.            | Passo di Foppa                   |                              | asfalt                        |
| Passo di Gavia                     | 2621 m.            | Santa Apollonia (Valle di Pezzo) | Santa Caterina Valfurva      | asfalt                        |
| Passo del Tonale                   | 1883 m.            | Ponte di Legno                   | Vermiglio Val di Sole        | asfalt                        |
| Passo del Vivione                  | 1828 m.            | Demo                             | Schilpario (Valle di Scalve) | asfalt                        |
| Passo di Croce Dominii             | 1892 m.            | Breno                            | Bagolino                     | asfalt                        |
| Goletto delle Crocette             | 2070 m.            | Passo di Croce Dominii           | Maniva                       | asfalt (zijde van Maniva)     |
| Passo delle Berga / Passo del Mare | 1527 m. / 1.418 m. | Maniva                           | Anfo                         | asfalt (deels)                |
| Passo Tremalzo                     | 1694 m.            | Valle d'Ampola                   | Tremosine**                  | asfalt (zijde Valle d'Ampola) |

## Foto's

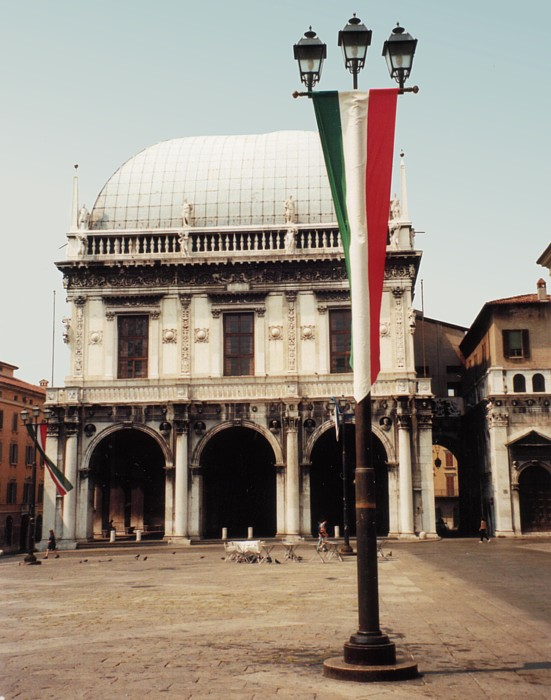
Brescia: Loggia
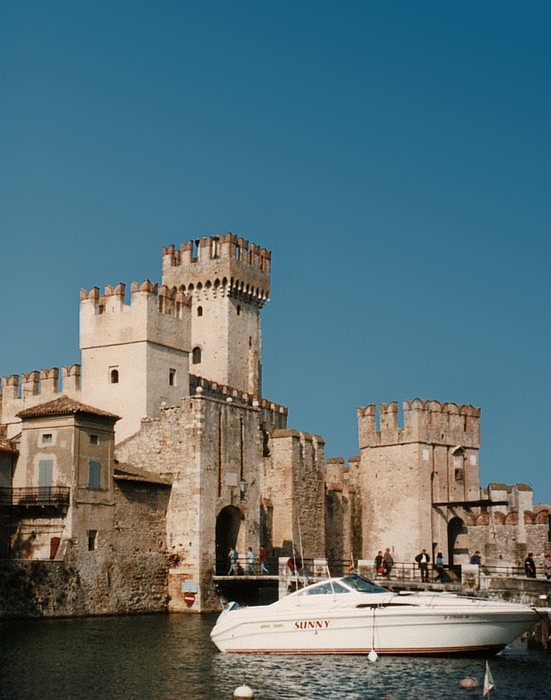
Sirmione
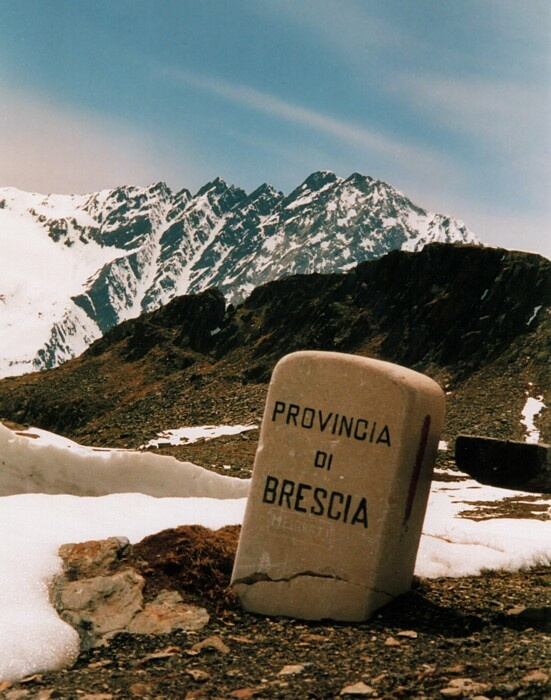
Gaviapas
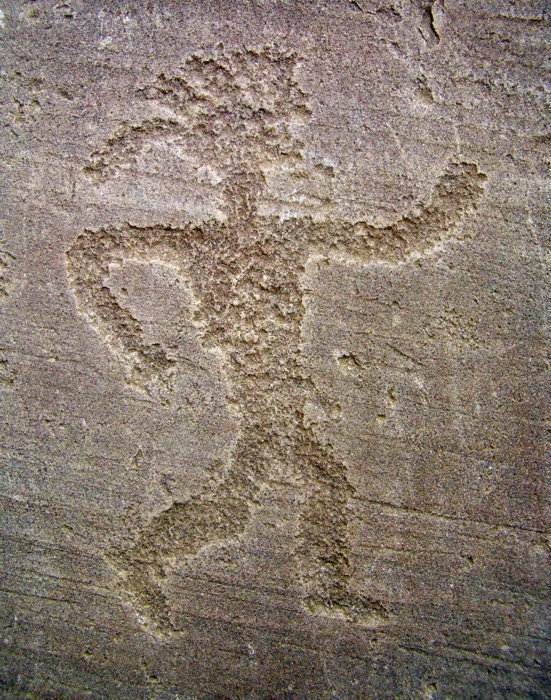
Capo di Ponte